# Édouard Branly

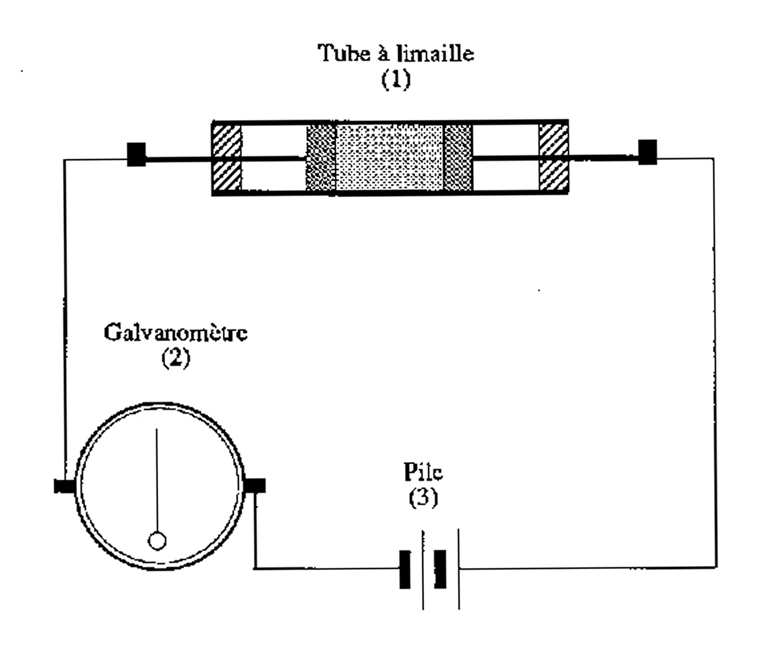
Układ pracy koherera Édouarda Branly'ego

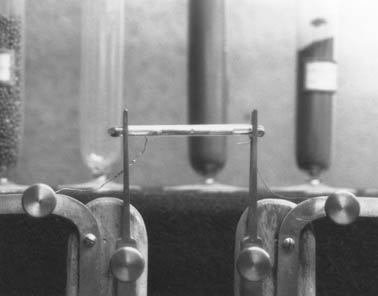
Koherer projektu Édouarda Branly'ego zbudowany przez jego asystenta Rodolphe Gendrona

Édouard Eugène Désiré Branly (ur. 23 października 1844 w Amiens, zm. 24 marca 1940 w Paryżu) – francuski fizyk, lekarz, jeden z pionierów radia. Wynalazca koherera.

## Życie i działalność
Po zakończeniu szkoły średniej studiował w École normale supérieure. W 1868 rozpoczął pracę w laboratorium fizycznym paryskiej Sorbony. Tu w 1873 otrzymał doktorat z fizyki. Tematem jego prac były zjawiska elektrostatyczne w bateriach. W 1870, w trakcie wojny francusko-pruskiej służył jako inżynier wojskowy. W 1875 opuścił Sorbonę i wziął udział w tworzeniu Uniwersytetu Katolickiego. Opuszczenie dobrze wyposażonych pracowni Sorbony spowodowało zahamowanie działalności naukowej, co zostało jeszcze pogłębione przez podjęcie studiów medycznych w 1877, które zakończył w 1882 pracą na temat kolorymetrycznego oznaczania poziomu hemoglobiny w krwi.
W późnych latach 80. XIX w. Branly powrócił do badań naukowych, koncentrując się na wpływie promieniowania elektromagnetycznego na przewodnictwo różnych substancji. W 1890 użył iskier z maszyny elektrostatycznej jako źródła ultrafioletu. Stwierdził przy tym, że rurka wypełniona utlenionymi opiłkami cynku pod wpływem iskier zmniejsza swój opór o kilka rzędów wielkości, nawet jeżeli znajduje się w innym pomieszczeniu i jest oddalona o kilkadziesiąt metrów. Urządzenie to Branly nazwał radioconductorem, stało się ono powszechnie znane pod nazwą koherer. Dalsze prace, opublikowane w następnym roku, dotyczyły roli anteny a także blokowania fal radiowych przez klatkę Faradaya. Branly nie opatentował swojego wynalazku, bezpłatnie dostarczał swoje koherery wszystkim zainteresowanym. W 1899 prowadził wraz z Eugène Ducretetem próby łączności dalekiego zasięgu z Wieży Eiffla.
W 1915, podczas I wojny światowej Branly zbudował optyczny telegraf pracujący w podczerwieni. Osiągnął zasięg około 20 kilometrów.
Branly zmarł w 1940, w wieku 96 lat. Jego pogrzeb odbył się w katedrze Notre-Dame w Paryżu.

## Koherer
W latach 1884–1886 Temistocle Calzecchi-Onesti przeprowadził prace stwierdzające, że opiłki żelaza zwiększają swoje przewodnictwo elektryczne pod wpływem wysokiego napięcia. W 1890 Branly zbudował odbiornik fal radiowych wytwarzanych przez iskry z maszyny elektrostatycznej zawierający koherer, rurkę szklaną zawierającą opiłki żelaza, cynku lub glinu. Wynalazek koherera był następnie rozwijany przez Olivera Lodge'a (jest on autorem nazwy „koherer”), który w 1893 roku powtórzył doświadczenie Herza wykorzystując koherer jako detektor fal elektromagnetycznych, a od roku 1895 przez Aleksandra Popowa i Guglielmo Marconiego.
Koherer był podstawą techniki odbioru radiowego przez niespełna dziesięć lat. Został szybko wyparty przez detektor kryształkowy.

## Nagrody
- W 1900 Branly otrzymał za wynalazek koherera złoty medal na Wystawie Światowej w Paryżu.
- Został kilkukrotnie uhonorowany Legią Honorową. W roku 1900 został jej kawalerem, w 1933 oficerem, a w 1938 otrzymał Krzyż Wielki.
- W 1911 został członkiem Akademii Francuskiej wygrywając konkurencję z Marią Skłodowską-Curie.
- W 1939 został komandorem Orderu Świętego Grzegorza Wielkiego.